# 모텔 선인장
모텔 선인장은 1997년 공개된 대한민국의 영화이다.
세 개의 에피소드
1부
집착이 서로의 거리를 더 멀게 만드는 커플. 민구(정우성)와 현주(진희경). 현주는 점점 더 민구에게 집착하고 민구는 그녀가 지겹다. 
2부
여관방 촬영씬 때문에 여관을 찾은 대학생 촬영팀. 두 명의 남녀 학생이 먼저 도착했지만 나머지 스텝들은 오지않고... 서먹하게 앉아 스텝들을 기다리던 두 친구는 서투른 섹스를 나눈다. 
3부
과거 한때 연인이었지만 서로 개인적인 상처를 안고 헤어진 커플. 희수(이미연)와 석태(박신양). 연애시절 자주 왔던 '모텔 선인장'에서 그들은 다시 만남을 시작했지만 결국 서로의 상처를 치유할 수 없음을 느끼는데...

## 배역
- 이미연 : 민희수 역
- 진희경 : 최현주 역
- 정우성 : 이민구 역
- 박신양 : 김석태 역

## 수상
- 1997년 제2회 부산국제영화제 뉴 커런츠상
- 1998년 제27회 로테르담 국제 영화제 국제비평가협회상 - 특별언급